# Alstroemeria exserens
Alstroemeria exserens är en alströmeriaväxtart som beskrevs av Franz Julius Ferdinand Meyen. Alstroemeria exserens ingår i släktet alströmerior, och familjen alströmeriaväxter. Inga underarter finns listade i Catalogue of Life.